# Берёзовка (район имени Габита Мусрепова)
Берёзовка (каз. Березовка) — село в районе имени Габита Мусрепова Северо-Казахстанской области Казахстана. Входит в состав Рузаевского сельского округа. Находится вблизи озера Улыколь, примерно в 33 км к юго-юго-востоку (SSE) от села Новоишимское, административного центра района, на высоте 246 метров над уровнем моря. Код КАТО — 596657200.

## Население
В 1999 году численность населения села составляла 492 человека (225 мужчин и 267 женщин). По данным переписи 2009 года, в селе проживал 421 человек (200 мужчин и 221 женщина).